# کتاب آبراملین

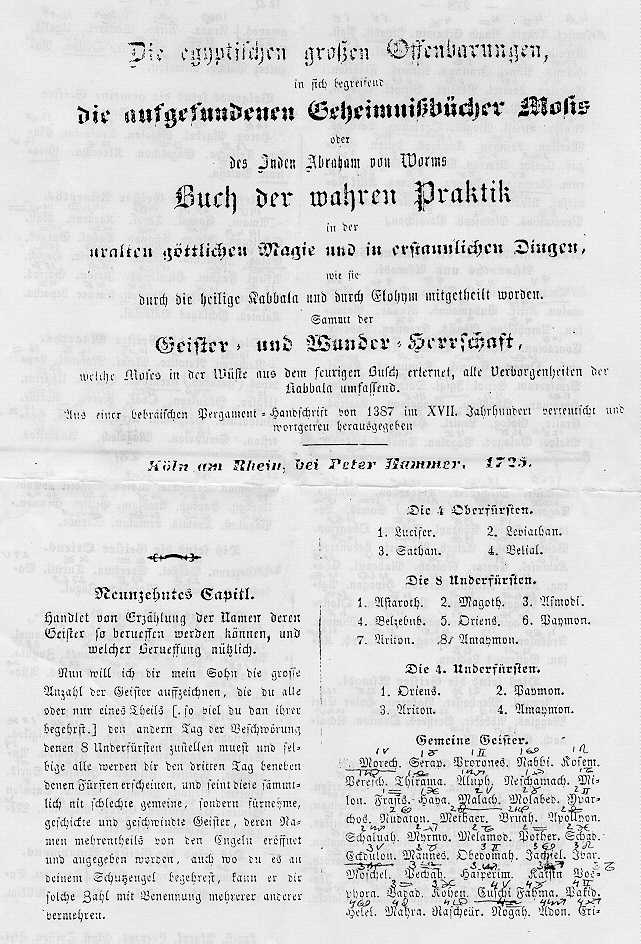
صفحه آغازین نسخه قدیمی کتاب

کتاب آبراملین (به انگلیسی: The Book of Abramelin) داستان یک جادوگر مصری به نام ابراهیم یا آبراملین را روایت می‌کند که شیوه‌ای از جادوگری را به یک یهودی از شهر ورمس در کشور آلمان به نام ابراهیم ورمس (در حدود سال‌های ۱۳۶۲ تا ۱۴۵۸ میلادی) آموزش می‌دهد؛ این شیوه جادوگری به دلیل ترجمهٔ ساموئل لیدل مک گرگور مترز به نام «کتاب جادوی مقدس آبراملین ساحر» (به انگلیسی: The Book of the Sacred Magic of Abramelin the Mage)، در قرن‌های ۱۹ و ۲۰ میلادی مشهور شد. 
این کتاب توسط ساموئل لیدل مک گرگور مترز به انگلیسی ترجمه شده‌است و در سال‌های اخیر هم ترجمه‌های جدیدتری از آن توسط گئورگ دن و استیون گوت نیز انجام شده‌است ؛ دن نویسندگی کتاب آبراملین را به ربی یاکوف مولین (به عبری: יעקב בן משה מולין) که در حدود سال‌های ۱۳۶۵ تا ۱۴۲۷ میلادی می‌زیسته و یک تلمود شناس اشکنازی بوده، نسبت داده‌است. این موضوعِ تعیین نویسنده اصلی کتاب از آن زمان مورد اختلاف است.

## ساختار
این کتاب جادو به صورت رمان نامه‌نگارانه یا خودزندگی‌نامه نوشته شده‌است. در کتاب آبراملین، ابراهیم اهل شهر ورمس، سفر خود را از آلمان به مصر شرح می‌دهد و رازهای جادویی و کابالیستی آبراملین را برای پسرش لامک فاش می‌کند ؛ در متن خود کتاب، نویسنده زمان آن را سال ۱۴۵۸ میلادی بیان کرده‌است.
داستان کتاب توصیف انتقال رازهای جادویی و کابالیستی ابراهیم ورمس به پسرش است و ابراهیم توضیح می‌دهد چگونه دانش خود را کسب کرده‌است. ابراهیم در این کتاب شرح می‌دهد که چگونه آبراملین جادوگر در بیابانی خارج از شهری مصری به نام اراچی یا اراکی، که منتهی به رود نیل بود، زندگی می‌کرد. خانه آبراملین بر روی یک تپه کوچک با درختانی در دور تا دور آن واقع شده بود؛ او یک جادوگر مصری بود و یک نوع قدرت جادویی کابالیستی را به ابراهیم آموزش داد. او «مردی بزرگوار و ارجمند» و بسیار مؤدب و مهربان بود. او فقط در مورد «خداترسی»، اهمیت زندگی با نظم، و مفاسد «کسب مال و ثروت» صحبت می‌کرد.
آبراملین از ابراهیم قول گرفت که از «عقاید دگماتیسم غلط» خود دست بردارد و «طبق راه و روش پروردگار» زندگی کند؛ سپس آبراملین دو کتاب خطی به ابراهیم داد تا برای خودش نسخه برداری کند و از او خواست تا ده طلای فلورین به او پرداخت کند. او قصد داشت آن پول را به هفتاد و دو نفر فقیر در اراچی بدهد. پس از پانزده روز، آبراملین پس از پرداخت پول، از ابراهیم سوگند گرفت که «به پروردگار خدمت کند و از او بترسد» و «طبق شریعت مقدس او زندگی کند و بمیرد.» پس از آن، آبراملین «علوم الهی» و «جادوی واقعی» را که در دو کتاب خطی نوشته شده بودند، به ابراهیم داد. ابراهیم باید این علوم را دنبال می‌کرد و فقط به کسانی که خوب می‌شناخت، ارائه می‌داد.

## خاستگاه
این کتاب به شکل دوازده نسخه خطی و یک نسخه چاپی اولیه وجود دارد. منشأ متن این کتاب به‌طور قطعی مشخص نشده‌است. قدیمی‌ترین نسخه‌های خطی دو نسخه هستند که حدود سال ۱۶۰۸ و به زبان آلمانی نوشته شده‌اند و در حال حاضر در ولفلبوتل هستند. دو نسخه دیگر نیز در درسدن قرار دارند و به ترتیب در حدود سال‌های ۱۷۰۰ و ۱۷۵۰ نوشته شده‌اند.
اولین نسخه چاپی این کتاب به زبان آلمانی و در سال ۱۷۲۵ توسط پیتر هامر در کلن چاپ شد. بخشی از یک نسخه به زبان عبری مربوط حدود سال ۱۷۴۰ در کتابخانه بادلین در آکسفورد وجود دارد. یک نسخه خطی مربوط به قرن ۱۸ به زبان فرانسه در کتابخانه آرسنال در پاریس وجود دارد، که در سال ۱۷۵۷ تأسیس شده و بخشی از کتابخانه ملی فرانسه است. یک نسخه خطی دیگر که مربوط به قرن ۱۷ و به زبان ایتالیایی هست در «لگاتو مارتیننیو» کتابخانه کوئرینیانا در برشا کشور ایتالیا وجود دارد. این نسخه بخشی از مجموعه لئوپاردو مارتیننیو از بارکو و تورره پالاویچینا بود. این نسخه خطی، تا سال ۲۰۰۹ که توسط پژوهشگر دانشگاهی، ماریا النا لودا در بخش اسطوره‌ای پیدا شود، برای پژوهشگران بین‌المللی ناشناخته بود. در حال حاضر، این ترجمه خطی تنها نسخه شناخته شده از کتاب جادویی آبراملین به زبان ایتالیایی است.
تمام نسخه‌های آلمانی این متن شامل چهار کتاب است: خودزندگی‌نامه شرح سفر ابراهیم از ورمس به مصر، یک کتاب از موضوعات متنوع از مجموعه نوشته‌های کابالای عملی (شامل برخی از مواردی که در جادونامه یهودی-آلمانی هم عیناً تکرار شده و «ششمین و هفتمین کتاب‌های موسی» نامیده می‌شود) و دو کتاب جادویی که آبراملین به ابراهیم داده‌است. ترجمه انگلیسی مشهور کتاب که توسط ساموئل لیدل مک گرگور مترز از نسخه خطی فرانسوی در پاریس انجام شده، تنها شامل سه کتاب از چهار کتاب است. نسخه عبری موجود در آکسفورد تنها به کتاب اول محدود است و به کتاب‌های دیگر ارجاع نمی‌دهد.
از بین تمام منابع باقی مانده، نسخه‌های خطی آلمانی در ولفلبوتل و درسدن به عنوان متون معتبر توسط محققان تأیید شده‌اند. به گفتهٔ محقق برجسته و پایه‌گذار نوین مطالعات کابالا، گرشام شوئلم، نسخه عبری در آکسفورد از آلمانی ترجمه شده‌است. تحلیلی از املای کلمات و استفاده از زبان در نسخه خطی فرانسوی نشان می‌دهد که قدمت آن به قرن هجدهم بازمی‌گردد و احتمالاً آن هم از یک نسخه اصل آلمانی رونویسی شده‌است. اگرچه نویسنده از کتاب مزامیر یهودی نقل می‌کند، نسخه‌ای که ارائه شده، از زبان عبری نیست، بلکه از متن لاتین ولگاته، ترجمه‌ای از کتاب مقدس است که در آن زمان توسط کاتولیک‌های رومی استفاده می‌شد.
محقق آلمانی باطن گرای غربی گئورگ دن استدلال کرده‌است که نویسنده کتاب آبراملین، ربی یاکوف مولین (عبری יעקב בן משה מולין؛ حدود سال‌های ۱۳۶۵ تا ۱۴۲۷ میلادی)، یک تلمود شناس اشکنازی و رهبر دینی یهودی است. (طبق قانون هلاخا).

## مربع واژه جادویی
جادوی عملی آبراملین (که در هر دو کتاب سوم از متن فرانسوی و کتاب چهارم از متن اصل آلمانی یافت می‌شود) حول مجموعه‌ای از طلسم‌های متشکل از مربع واژه جادویی متمرکز است. این مربع واژه‌های جادویی شبیه به مربع‌های جادویی سنتی هستند، اگرچه دومی معمولاً از اعداد تشکیل شده‌است، در حالی که مربع‌های آبراملین حاوی حروف هستند. معمولاً مربع واژه به عنوان پازل یا به عنوان یک وسیله کمک آموزشی برای دانش‌آموزان استفاده می‌شود. در کتاب آبراملین، کارکرد مربع‌ها عرفانی می‌شود، به طوری که هر مربع باید شامل کلمات یا نام‌هایی باشد که مربوط به هدف جادویی مربع است. یک مورد مشابه در مربع واژه معروف مربع ساتور یافت شده که نسخه تغییر یافته آن در میان مربع‌های آبراملین نیز یافت شده‌است.
برای مثال مربعی که با عنوان «قدرت قدم زدن زیر آب برای مدت دلخواه» است، شامل کلمه MAIAM (מים)، کلمه‌ای عبری به معنی «آب» می‌باشد. همچنین مربعی که با عنوان بازیابی گنجینه‌های جواهرات شروع می‌شود، با کلمه TIPHARAH (תפארה گونه‌ای از طیفرت (کابالا)) آغاز می‌شود که در زبان عبری می‌تواند معنی «حلقه طلایی» بدهد و همچنین نام کره «زیبایی» (که از نظر سیاره‌ای، به خورشید منتسب است) در درخت زندگی (کابالا) است.

## ترجمه‌ها

### قرن ۱۹ام
در سال ۱۸۹۷، کتاب جادوی مقدس آبراملین ساحر توسط عالم علوم خفیه بریتانیایی، ساموئل لیدل مک گرگور مترز به انگلیسی ترجمه شد. سحری که در کتاب جادو توضیح داده شده‌است در سازمان هرمسی پگاه زرین که مترز رئیس آن بود، تأثیرگذار بود.
- عنوان کتاب: کتاب جادوی مقدس آبراملین ساحر[۱۱]

نویسنده: ابراهیم فون ورمس
تاریخ انتشار: ۱۸۹۷ میلادی، چاپ دوم ۱۹۷۵ میلادی
مترجم: اس.ال. مک گرگور مترز
ناشر: Dover Publications
شابک: 0-85030-255-2
شماره کتاب‌شناسی جهانی:  868276719
تاریخ دسترسی: ۸ مه ۲۰۱۷

### قرن ۲۱ ام
در سال ۲۰۰۱ ترجمه آلمانی کتاب که نویسندگی‌اش به ابراهیم فون ورمس با ویراستاری گئورگ دن نسبت داده می‌شود، توسط انتشارات اراکی (Edition Araki) منتشر شد. در نسخه دن، کتاب چهارم نیز گنجانده شده‌است. تمام ۲۵۱ مربع واژه به‌طور کامل پر شده‌اند. یک ترجمه به زبان انگلیسی از نسخهٔ دن توسط نیکولاس هیز، ناشر آمریکایی، در سال ۲۰۰۶ منتشر شد.
- عنوان کتاب: کتاب جادوی مقدس آبراملین ساحر

نویسنده: ابراهیم فون ورمس
تاریخ انتشار: ۲۰۰۱ میلادی
ناشر: انتشارات اراکی (Editions Araki)
شابک: 3-936149-00-3
- عنوان کتاب: کتاب آبراملین: ترجمه جدید

نویسنده: ابراهیم فون ورمس
ویراستار: گئورگ دن
مترجم: استیون گوت
ناشر: نیکولاس هیز
تاریخ انتشار: ۲۰۰۶ میلادی
شابک: 0-89254-127-X